# Radioreceptor

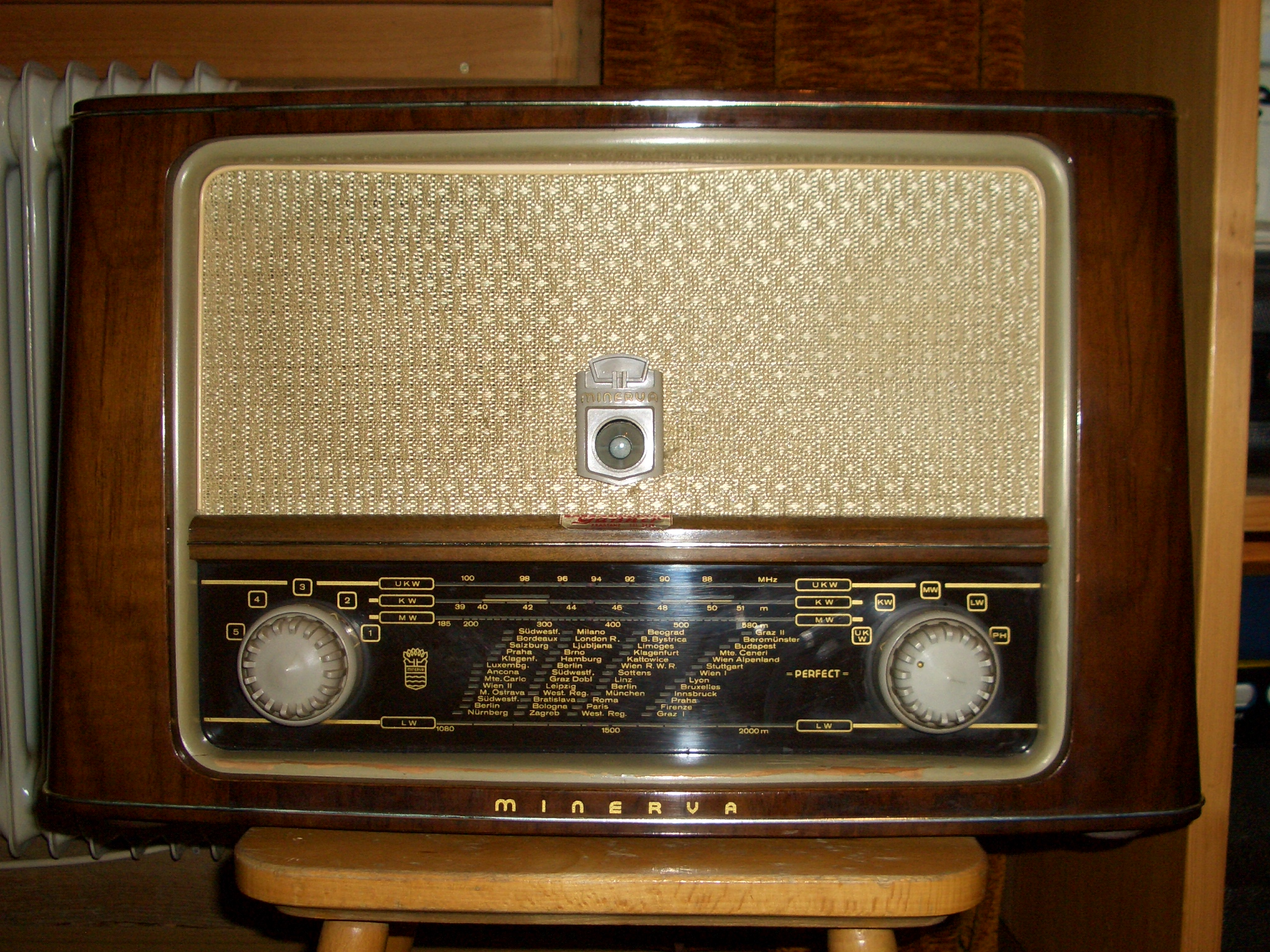
Receptor de radio vechi

Radioreceptorul este un receptor de radiocomunicații pentru radiotelegrafie, radiotelefonie și radiodifuziune sonoră în gamele UL, UM, US și UUS.
În particular, se referă mai ales la receptorul (sau aparatul) de radio.